# Polygonum idaeum
Polygonum idaeum ist eine Pflanzenart aus der Familie der Knöterichgewächse (Polygonaceae).

## Merkmale
Polygonum idaeum ist eine ausdauernde Staude oder ein Strauch und erreicht Wuchshöhen von 1 bis 6, selten bis 9 Zentimeter. Die Pflanze bildet Polster und ist kahl. Der Wurzelstock ist sehr kräftig, verholzt und bis 10 Millimeter dick. Die Stängel sind unverzweigt. Die Blätter sind stumpf bis gerundet. Die Blattadern sind auf der Blattunterseite hell und hervorstehend. Der Blattstiel ist 0,5 bis 2 Millimeter lang. Die Blütenblätter sind abstehend und messen 2 bis 4,5 Millimeter.
Die Blütezeit reicht von Juli bis Oktober.

## Vorkommen
Polygonum idaeum ist auf Kreta in den Regionalbezirken Rethymno und Iraklio endemisch. Die Art wächst auf lehmigen Böden in Hochebenen und Dolinen in Höhenlagen von 1200 bis 2200 Meter.

## Belege
- Ralf Jahn, Peter Schönfelder: Exkursionsflora für Kreta. Mit Beiträgen von Alfred Mayer und Martin Scheuerer. Eugen Ulmer, Stuttgart (Hohenheim) 1995, ISBN 3-8001-3478-0, S. 63.